# Trældal
Trældal est une localité du comté de Nordland, en Norvège.

## Géographie
Administrativement, Trældal fait partie de la kommune de Narvik.